# Leonardo Fernandes Nascimento
Leonardo Fernandes Nascimento é um psicólogo, sociólogo, professor da Universidade Federal da Bahia (UFBA) e pesquisador do Conselho Nacional de Desenvolvimento Científico e Tecnológico (CNPq). É conhecido por suas contribuições nas áreas de Sociologia Digital, Humanidades Digitais e Ciência Social Computacional.

## Carreira acadêmica
Possui formação técnica em Química pelo Instituto Federal da Bahia (IFBA) (1997), graduação em Psicologia pela Universidade Federal da Bahia (UFBA) (2002), mestrado em Sociologia pela Universidade de São Paulo (USP) (2007) e doutorado em Sociologia pelo Instituto de Estudos Sociais e Políticos da Universidade do Estado do Rio de Janeiro (IESP/UERJ) (2013). Durante o doutorado, realizou estágio doutoral na École des Hautes Études en Sciences Sociales (EHESS), em Paris, França (2010-2011). Realizou dois pós-doutorados: um deles na Universidade Federal da Bahia (UFBA) (2014-2016) e outro na University of Alberta (UALBERTA), no Canadá (2022-2023), onde desenvolveu pesquisas na área de Linguística Computacional e Sociologia Digital.

## Atuação profissional
É professor adjunto no Programa de Pós-Graduação em Ciências Sociais (PPGCS) da Universidade Federal da Bahia (UFBA), onde também coordena o Laboratório de Humanidades Digitais da UFBA (LABHDUFBA). Suas pesquisas abordam os temas da desinformação, discurso de ódio e extremismos políticos nos ecossistemas digitais multiplataforma, com apoio do InternetLab e do Conselho Nacional de Desenvolvimento Científico e Tecnológico (CNPq).
Entre 2023 e 2024, ocupou o cargo de Gerente Geral de Projetos Especiais do Governo de Pernambuco, coordenando uma equipe de análise de dados governamentais na Secretaria de Planejamento do Estado de Pernambuco (SEPLAG).
Atualmente, atua no Departamento de Estudos Econômicos (DEE) do Conselho Administrativo de Defesa Econômica (CADE) e é bolsista do Instituto de Pesquisa Econômica Aplicada (IPEA) no projeto "Política em tempos polarizados: reflexões sobre as relações entre cosmovisão, moral e política no Brasil" e coordenador da UFBA.

## Pesquisa e publicações
O professor Leonardo Fernandes Nascimento foi o autor do artigo "A Sociologia Digital: um desafio para o século XXI", a primeira publicação científica a destacar a importância e a urgência da sociologia digital para a pesquisa sociológica no Brasil. Em 2020, a Editora da Universidade Federal da Bahia (Edufba) publicou seu livro "Sociologia Digital: uma breve introdução", que apresenta um panorama introdutório sobre a sociologia digital, contextualizando seu surgimento em relação aos debates sobre fenômenos digitais e a reflexão sociológica contemporânea.